# Ernst Vanhöffen
Ernst Vanhöffen (1858–1918) est un biologiste allemand à Kiel et au musée d'histoire naturelle de Berlin.
Une abréviation en botanique lui a été attribuée pour des travaux en phycologie.